# بيدروبة العليا (حسينية انديمشك)
بیدروبة العلیا (بالفارسية: بیدروبه علیا) هي قرية تقع في إيران في قسم حسینیة الريفي. يقدر عدد سكانها بـ 228 نسمة .